# S.A. des Ateliers du Furan
S.A. des Ateliers du Furan est un constructeur automobile français.

## Production

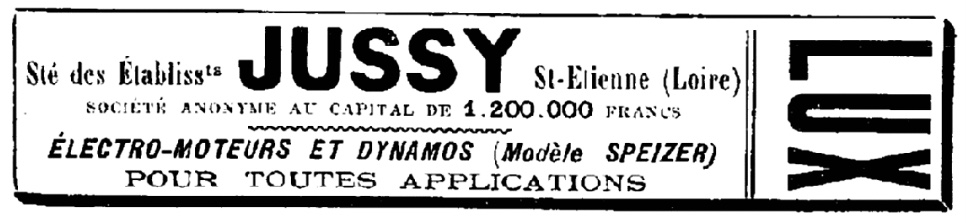
S.A. des Ateliers du Furan (1900).

L’entreprise basée à Saint-Étienne a commencé à produire des automobiles en 1898. L’usine était située au 4 rue Barrouin. Le nom de marque était Jussy de 1898 à 1900. De 1907 à 1912, la marque était S.A.F. Auguste Dombret fonde la société Dombret & Jussy à Saint-Étienne en 1880. Il fabrique des moteurs à gaz, des armes et, à partir de 1888, des bicyclettes. En 1898, le nom est changé en S.A. de l’Établissement Jussy. En 1900, la production automobile s’arrête pour le moment. Il y avait un lien avec Motosacoche. En 1906, le nom est changé en S.A. de l’Atelier du Furan. Entre 1907 et 1912, des automobiles ont été produites à nouveau, cette fois sous la marque SAF. La société a été dissoute en 1950.